# Kentriodontidae
Kentriodontidae es una familia extinta de cetáceos odontocetos relacionados con los delfines modernos. La familia existió desde el Oligoceno al Plioceno antes de extinguirse.

## Taxonomía
Los kentriodontidos se agrupan en tres subfamilias con dos géneros considerados incertae sedis, o de ubicación incierta en la familia.
Familia † Kentriodontidae
Subfamilia Kentriodontinae
Género Belonodelphis
Género Delphinodon
Género Incacetus
Género Kentriodon (sin. Grypolithax)
Género Macrokentriodon
Género Microphocaena
Género Rudicetus
Género Tagicetus
Subfamilia Lophocetinae
Género Hadrodelphis
Género Liolithax
Género Lophocetus
Subfamilia Pithanodelphininae
Género Atocetus
Género Leptodelphis
Género Pithanodelphis
Género Sophianacetus (sin. Mediocris)
Subfamilia incertae sedis
Género Sarmatodelphis
Género Kampholophos